# Chris Reed (Eiskunstläufer)
Chris Reed (* 7. Juli 1989 in Kalamazoo; † 14. März 2020 in Detroit) war ein amerikanisch-japanischer Eiskunstläufer, der in Wettbewerben im Eistanz antrat. Er vertrat Japan bei den Olympischen Winterspielen 2010, 2014 und 2018. Bei den Vier-Kontinente-Meisterschaften 2018 in Taipeh gewann er eine Bronzemedaille.

## Persönliches
Chris Reed besaß als Sohn einer Japanerin und eines US-Amerikaners beide Staatsbürgerschaften. Er begann im Alter von fünf Jahren zusammen seiner zwei Jahre älteren Schwester Cathy Reed mit dem Eiskunstlaufen. Nach Umzügen nach Australien, Hongkong und Japan begannen die Geschwister im Jahr 2001 in New Jersey das gemeinsame Training im Eistanzen. Seine 1994 geborene Schwester Alison begann ebenfalls mit dem Eiskunstlaufen. Alle drei Geschwister nahmen an den Olympischen Winterspielen 2010 teil: Chris und Cathy für Japan und Alison für Georgien.
Am 14. März 2020 starb Chris Reed im Alter von 30 Jahren an einem Herzinfarkt.

## Karriere
Seit der Saison 2006/07 traten Reed und seine Schwester Cathy für Japan bei den Erwachsenen an. Bereits in dieser Saison erreichten sie den siebten Platz bei den Vier-Kontinente-Meisterschaften in Colorado Springs. In der Folgesaison wurden sie erstmals japanische Meister. Bei den Eiskunstlauf-Weltmeisterschaften 2008 in Göteborg erreichten sie den 16. Platz. Ihre ersten Olympischen Winterspiele, 2010 in Vancouver, beendeten beide auf dem 17. Platz.
Nach einem 13. Platz bei den Weltmeisterschaften 2011 verfehlten Chris und Cathy Reed die Qualifikation für den Kürtanz bei den Weltmeisterschaften von 2012, 2013 und 2015 sowie bei den Olympischen Winterspielen 2014. Beim ersten Teamwettbewerb im Eiskunstlaufen bei den Olympischen Spielen erreichten sie mit dem japanischen Team die Kür und insgesamt den fünften Platz. Im Kürtanz liefen sie dabei zu Musik aus dem Computerspiel Total War: Shogun 2. Nach der Saison 2014/15 beendete Cathy Reed ihre Karriere als Eiskunstläuferin.
Mit seiner neuen Eistanzpartnerin Kana Muramoto erreichte Reed bei den ersten Weltmeisterschaften des neuen Paares, 2016 in Boston, den 15. Platz. In der folgenden Saison gewann das Paar eine Silbermedaille bei den Winter-Asienspielen 2017 in Sapporo und eine Goldmedaille mit dem japanischen Team bei der World Team Trophy 2017. Die Saison 2017/18 wurde die erfolgreichste in der Karriere von Chris Reed. Nach seinem siebten Titel als japanischer Meister gewann er bei den Vier-Kontinente-Meisterschaften in Taipeh eine Bronzemedaille. Bei seinen dritten Olympischen Spielen gelang Reed und Muramoto die Qualifikation für den Kürtanz. In diesem erreichten das Paar zu Musik von Ryūichi Sakamoto den 13. Platz, was im Gesamtergebnis dem 15. Platz bei den Winterspielen 2018 entsprach. Bei den Eiskunstlauf-Weltmeisterschaften 2018 stellte das Paar neue persönliche Bestleistungen im Rhythmustanz und im Kürtanz auf, wodurch Reed mit dem elften Platz das beste Ergebnis bei Weltmeisterschaften seiner Karriere erreichte. Im August 2018 beendeten Reed und Muramoto ihre Eistanzpartnerschaft.

## Ergebnisse
Zusammen mit Kana Muramoto:
| Meisterschaft / Jahr            | 2016    | 2017    | 2018    |
| ------------------------------- | ------- | ------- | ------- |
| Olympische Winterspiele         |         |         | 15.     |
| Weltmeisterschaften             | 15.     | 23.     | 11.     |
| Vier-Kontinente-Meisterschaften | 7.      | 9.      | 3.      |
| Japanische Meisterschaften      | 1.      | 1.      | 1.      |
| Grand-Prix-Wettbewerb / Saison  | 2015/16 | 2016/17 | 2017/18 |
| NHK Trophy                      | 7.      |         | 9.      |
| Skate America                   |         | 8.      | 7.      |
| Teamwettbewerb / Saison         | 2016    | 2017    | 2018    |
| Olympische Winterspiele         |         |         | 5.      |
| World Team Trophy               |         | 1.      |         |

Zusammen mit Cathy Reed:
| Meisterschaft / Jahr            | 2007    | 2008    | 2009    | 2010    | 2011    | 2012    | 2013    | 2014    | 2015    |
| ------------------------------- | ------- | ------- | ------- | ------- | ------- | ------- | ------- | ------- | ------- |
| Olympische Winterspiele         |         |         |         | 17.     |         |         |         | 21.     |         |
| Weltmeisterschaften             |         | 16.     | 16.     | 15.     | 13.     | 24.     | 20.     | 18.     | 22.     |
| Vier-Kontinente-Meisterschaften | 7.      | 7.      |         |         |         |         | 7.      |         |         |
| Japanische Meisterschaften      | 2.      | 1.      | 1.      | 1.      | 1.      |         | 1.      | 1.      | 1.      |
| Grand-Prix-Wettbewerb / Saison  | 2006/07 | 2007/08 | 2008/09 | 2009/10 | 2010/11 | 2011/12 | 2012/13 | 2013/14 | 2014/15 |
| NHK Trophy                      |         | 8.      | 8.      | 7.      | 7.      | 7.      | 5.      | 6.      | 6.      |
| Skate America                   |         | 9.      |         |         | 7.      |         |         | 5.      |         |
| Teamwettbewerb / Jahr           | 2007    | 2008    | 2009    | 2010    | 2011    | 2012    | 2013    | 2014    | 2015    |
| Olympische Winterspiele         |         |         |         |         |         |         |         | 5.      |         |
| World Team Trophy               |         |         | 3.      |         |         | 1.      | 3.      |         | 3.      |

## Galerie

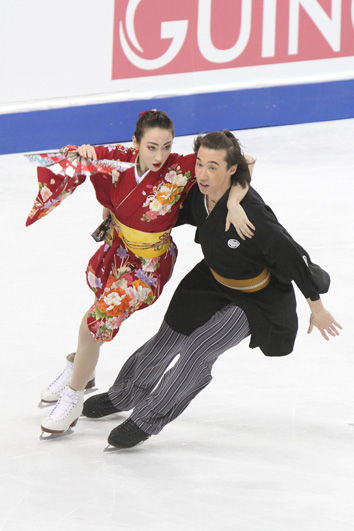
Weltmeisterschaften 2010
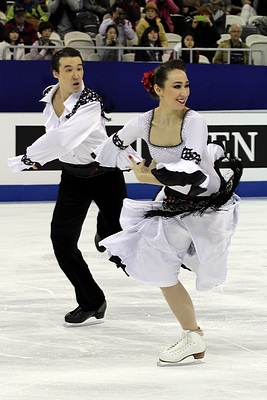
Weltmeisterschaften 2015
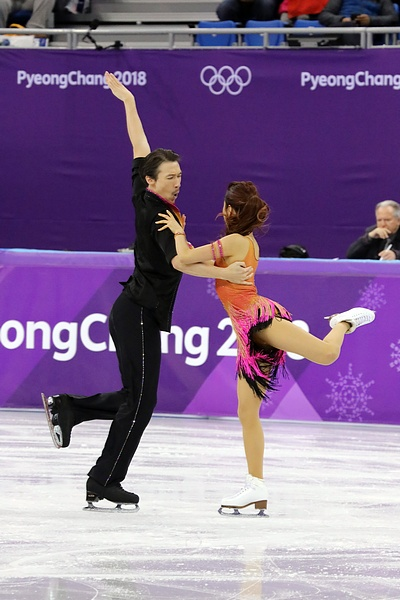
Olympische Spiele 2018 (Rhythmustanz)
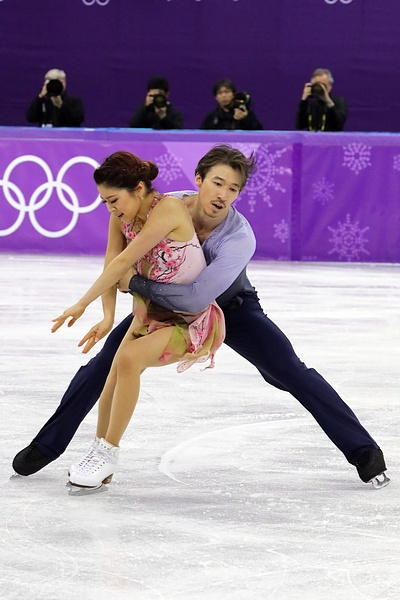
Olympische Spiele 2018 (Kürtanz)